# Маклаков, Юрий
Юрис Маклаковс (латыш. Juris Maklakovs, в советских документах — Юрий Маклаков; род. 27 октября 1964 года, Латвийская ССР) — бывший командующий Национальными вооружёнными силами Латвии, генерал-майор, ректор Латвийской академии национальной обороны. До 2010 года был единственным генерал-майором в Латвии. С 2011 по 2015 год — посол Латвии в Казахстане и Кыргызстане. С 2015 по 2019 год — посол Латвии в Азербайджане.

## Биография
Юрий Маклаков родился в 1964 году в Нукшском сельсовете Лудзенского района. В 1985 году окончил Калининградское военное авиационно-техническое училище, а в 1992 году Военно-инженерную академию им. Жуковского в Москве.
С 1997 по 2001 год Маклаков занимал пост проректора по учебной части Латвийской академии обороны, а с июля 2001 года стал ректором академии. В 2004 году назначен командующим Военно-воздушными силами Латвии. Прошёл обучение в штабном колледже США.
С 2006 года назначен командующим Латвийских НВС. В 2010 году передал пост командующего Латвийских НВС Раймонду Граубе.

## Церемония передачи штандарта НВС
5 июля 2006 года Президент Латвии Вайра Вике-Фрейберга вручила полковнику Маклакову погоны бригадного генерала. Министр обороны представил кандидатуру Маклакова Президенту Латвии, затем Президент сделала представление Сейму. 6 июля 2006 года латвийский Сейм практически единогласно утвердил нового командующего в должности. 11 июля 2006 года у памятника герою освободительной борьбы полковнику Оскару Калпаку прошла церемония передачи штандарта командующего национальными вооружёнными силами Латвии. Вице-адмирал Гайдис Андрейс Зейбот передал знамя новому командиру бригадному генералу Юрису Маклакову.